# Турищев, Дмитрий Владимирович
Дмитрий Владимирович Турищев (род. 20 июня 1992, Воронеж) — российский гиревик, мастер спорта России международного класса по гиревому спорту, многократный чемпион и призёр чемпионатов России, Европы и Мира, Вооруженных Сил Российской Федерации, майор.

## Биография
Родился в г. Воронеж 20 июня 1992 г., вырос и до 17 лет жил в р.п. Хохольский Хохольского района Воронежской области. Родители — Турищев Владимир Тимофеевич и Сёмина Инна Валентиновна были предпринимателями.
Дмитрий с детства мечтал о карьере военного офицера, и его детскими увлечениями были игры в солдатиков, изготовление масштабированных образцов военной техники, компьютерные игры (стрелялки, стратегии). 
Всю свою школьную жизнь в Хохольском лицее он учился в детской школе искусств, окончив её по двум классам — фортепиано и духовые инструменты.
В старших классах Дмитрий начал увлекаться физическими нагрузками, готовясь к поступлению в военное училище, больше всего ему нравились упражнения с тяжестями, которые и дадут основу результатам будущего офицера и чемпиона. Замотивировать на занятия гиревым спортом смог Андреев Владимир Кузьмич, учитель начальной военной подготовки и ОБЖ.
Учился Дмитрий в лицее на «хорошо» и «отлично», с лёгкостью осваивая точные и технические предметы, такие как математика, физика, астрономия, технология. Нравились конечно же и занятия по физической культуре.
В 2009 году поступил, а в 2014 году успешно окончил филиал Военной академии РВСН имени Петра Великого с красным дипломом, проходил службу на 4 государственном центральном межвидовом полигоне МО РФ.
В 2017 году поступил, а в 2020 году также успешно окончил Московскую государственную академию физической культуры с красным дипломом (заочно).
В настоящее время трудится в родном филиале ВА РВСН и обучается в аспирантуре Всероссийского научно-исследовательского института физической культуры.
С 2015 года руководит сборной командой РВСН по гиревому спорту 

## Спортивные достижения
2012 г. — мастер спорта России  
2015 г. — мастер спорта России международного класса, победитель Этапа Кубка Мира, победитель Кубка России  
2019 г. — чемпион России 
2020 г. — серебряный призёр Чемпионата Мира
2021 г. — серебряный призёр Чемпионата Европы 
2022 г. — 4-х кратный Чемпион СНГ  , 12-ти кратный Чемпион ВС РФ 
2023 г. — чемпион Мира, двукратный чемпион России 

## Тренерская деятельность
Подготовил 11 мастеров спорта России по гиревому спорту, 1 мастера спорта России международного класса (неофициально).  

## Личные рекорды
Гири 32 кг:
толчок - 166 подъемов (показан дважды, Чемпионат России 2019 г., Чемпионат федеральных округов 2021 г.)
рывок - 207 подъемов (Кубок ВС РФ имени Героя Советского Союза генерал-полковника Востротина В.А.)
толчок ДЦ - 90 подъемов (Чемпионат федеральных округов 2021 г.)
Гири 24 кг:
толчок - 205 подъемов (Кубок Москвы 2022 г.)
рывок - 263 подъема (Кубок Москвы 2022 г.)
толчок ДЦ - 122 подъема (Кубок Москвы 2020 г.)